# Milion (unité)
Pour les articles homonymes, voir Milion.
 (signalé en mai 2025).
Si vous disposez d'ouvrages ou d'articles de référence ou si vous connaissez des sites web de qualité traitant du thème abordé ici, merci de compléter l'article en donnant les références utiles à sa vérifiabilité et en les liant à la section « Notes et références ».
- Archive Wikiwix
- Bing
- Cairn
- DuckDuckGo
- E. Universalis
- Gallica
- Google
- G. Books
- G. News
- G. Scholar
- Persée
- Qwant
- (zh) Baidu
- (ru) Yandex
- (wd) trouver des œuvres sur Wikidata

En Germanie, au Moyen Âge, le milion (en allemand Meile) est une unité de mesure représentant la distance terrestre de deux heures de transport. Elle équivaut à 25 000 pieds, soit environ 8 kilomètres.